# 青水畲族乡
青水畲族乡是位于中华人民共和国福建省三明市永安市东部的一个乡。

## 建制
青水畲族乡原为区、公社建制。1987年7月，福建省政府批准青水乡为畲族乡。

## 行政区划
青水畲族乡政府驻地为青水村。青水畲族乡共辖21个行政村、65个自然村、138个村民小组，分别是：
青水村、黄景山村、百岂丘村、际头村、汀海村、沧海村、三房村、槐甫村、罗溪村、过坑村、龙吴村、东井村、大坵村、早安村、丰田村、炉坵村、新村、柯山村、谷坪村、龙头村和三溪村。
| 行政村   | 村所在地 | 自然村                                   |
| -------- | -------- | ---------------------------------------- |
| 青水村   | 青水     | 青水、曲尺丘、峡柄、寨兜、中村           |
| 黄景山村 | 黄景山   | 黄景山                                   |
| 百岂丘村 | 百芑丘   | 百芑丘、白石坑                           |
| 祭头村   | 祭头     | 祭头、盖竹洋                             |
| 汀海村   | 上汀海   | 上汀海、下汀海                           |
| 沧海村   | 沧海     | 沧海                                     |
| 三房村   | 三房     | 三房、乌坑                               |
| 槐甫村   | 甫弼     | 槐林、东村、甫弼                         |
| 罗溪村   | 小罗溪   | 过坑头、山岬、黄沙溪、后洋、半山、小罗溪 |
| 过坑村   | 面前洋   | 面前洋、上洋、下洋、许坑、陈厝洋、葛溪   |
| 龙吴村   | 龙塘     | 龙塘、吴教、溪尾、光坑、上光坑           |
| 东井村   | 东井     | 东井、菜洋尾                             |
| 大丘村   | 上洋     | 上洋、上雪山、下雪山、雪山庵、下洋       |
| 早安村   | 上早安   | 上早安、下早安                           |
| 丰田村   | 丰田洋   | 丰田洋、三百寮、上山洋、下地             |
| 炉丘村   | 炉丘     | 石路尾、溪柄、坑口、后铺、周坑洋         |
| 新村村   | 新村     | 新村                                     |
| 柯山村   | 柯山     | 柯山、蕉坑、北溪                         |
| 谷坪村   | 谷坪     | 谷坪                                     |
| 龙头村   | 龙头     | 龙头、大坂洋、上洋                       |
| 三溪村   | 上三溪   | 上三溪、下三溪、丰口、松柏林             |

## 语言
青水畲族乡语言有青水话、永安话、槐南话、客家话等，以讲青水话为多。

## 中国传统村落
2013年8月，沧海畲族村被评为第二批中国传统村落。